# Talgat Moesabajev
Talgat Amangeldjoeli Moesabajev (Kazachs: Талғат Аманкелдіұлы Мұсабаев) (Zhambyl District, 7 januari 1951 – 4 augustus 2025) was een Kazachs ruimtevaarder. Moesabajev zijn eerste ruimtevlucht was Sojoez TM-19 en begon op 1 juli 1994. De missie was de negentiende Russische expeditie naar het ruimtestation Mir en maakte deel uit van het Sojoez-programma.
Moesabajev werd in 1990 geselecteerd om te trainen als astronaut. In totaal maakte hij drie ruimtevluchten en zeven ruimtewandelingen. In 2003 ging hij als astronaut met pensioen. Sinds 2007 was hij directeur van de Kazachse ruimtevaartorganisatie KazCosmos. 
Moesabajev ontving meerdere onderscheidingen en titels, waaronder Held van de Russische Federatie, Orde van Verdienste voor het Vaderland, Orde van de Held van Kazachstan en de Medaille van verdienste voor ruimteonderzoek.
Moesabajev overleed op 4 augustus 2025 op 74-jarige leeftijd.